# 牛草健
牛草 健（うしぐさ たけし）は、日本の男性アニメーション演出家。

## 人物
アニメーション監督の大地丙太郎ややすみ哲夫と仕事をすることが多い。大地の監督作品『アニメーション制作進行くろみちゃん』に登場するキャラクターのデザインモデルに牛草を使ったと、大地がくろみちゃん公式ウェブで語っている。
『あたしンち』では一話だけ原画としても参加している。

## 参加作品
「※」が大地監督と仕事をした作品
- 1990年：ガタピシ（絵コンテ・演出）
- 1990年：ダッシュ!四駆郎（絵コンテ）
- 1992年：みかん絵日記（絵コンテ・演出）
- 1992年：お〜い!竜馬（演出）
- 1993年：ミラクル☆ガールズ（絵コンテ・演出）
- 1993年：カリメロ（演出）
- 1993年：ムカムカパラダイス（絵コンテ・演出）
- 1994年：ヤマトタケル（絵コンテ・演出）
- 1994年：3丁目のタマ うちのタマ知りませんか?（絵コンテ・演出）
- 1994年：マクロス7（絵コンテ・演出）
- 1995年：ナースエンジェルりりかSOS（演出　他）※
- 1995年：鬼神童子ZENKI（絵コンテ・演出）
- 1995年：行け!稲中卓球部（絵コンテ・演出）
- 1995年：ぼのぼの（絵コンテ）
- 1996年：クマのプー太郎（絵コンテ）
- 1998年：発明BOYカニパン（絵コンテ・演出）
- 1998年：おじゃる丸（絵コンテ・演出）※
- 1999年：逮捕しちゃうぞ Special（演出）
- 1999年：天使になるもんっ!（演出）
- 1999年：下級生（演出）
- 1999年：頭文字D Second Stage（絵コンテ）
- 2000年：KIRARA（演出）
- 2001年：バビル2世（監督）
- 2001年：チャンス〜トライアングルセッション〜（演出）
- 2001年：コスモウォーリアー零（絵コンテ）
- 2002年：あたしンち（絵コンテ・演出・原画）※やすみ哲夫監督に交代前の大地監督時代から担当
- 2002年：ウミガメと少年（演出）
- 2002年：ロックマンエグゼ（演出）
- 2003年：映画 あたしンち（絵コンテ・演出）
- 2004年：レジェンズ 甦る竜王伝説（絵コンテ）※
- 2004年：こちら葛飾区亀有公園前派出所（演出）
- 2005年：アイシールド21（演出）
- 2008年：絶対やれるギリシャ神話（アニメーション監督）
- 2009年：ご姉弟物語（絵コンテ・演出）
- 2009年：毎日かあさん（絵コンテ・演出）
- 2010年：スティッチ! 〜ずっと最高のトモダチ〜（絵コンテ・演出）
- 2012年：エリアの騎士（演出）
- 2012年：黒魔女さんが通る!!（絵コンテ・演出）
- 2013年：LINE TOWN（絵コンテ・演出）
- 2014年：Z/X IGNITION（演出）
- 2014年：Re:␣ ハマトラ（演出）
- 2015年：サザエさん（演出）
- 2015年：乱歩奇譚 Game of Laplace（演出）
- 2016年：ぼのぼの（演出）
- 2018年：からかい上手の高木さん（絵コンテ・演出）
- 2018年：爆釣バーハンター（演出）
- 2023年：ドラえもん（テレビ朝日版第2期）（演出）